# Peaky Blinders
|  | Denne artikel handler om den kriminelle bande fra Birmingham. For TV-serien af samme navn, se Peaky Blinders (tv-serie)'' |
Peaky Blinders var en kriminel bande fra Birmingham i England, der havde sin storhedstid i slutningen af 1800-tallet og i begyndelsen af 1900-tallet. Banden var en af flere kriminelle grupperinger i området på den tid, og det er omdiskuteret, om Peaky Blinders var én kriminel bande i Birmingham, eller om  betegnelsen "blot" var en generel betegnelse for ungdomsbander i byen.

## Navn
Ifølge den britiske historiker og forfatter Carl Chinn skulle navnet Peaky Blinders ifølge overleveringen være opstået, fordi bandens medlemmer angiveligt skulle have syet barberblade ind i deres sixpence-kasketter, som herefter kunne bruges som våben. Chinn anser dog en sådan praksis som usandsynlig og nævner, at en mere sandsynlig forklaring er, at "peaky" var et almindeligt slangudtryk for sixpence-kasketter ("peaked cap"). Banderne var kendt for deres særlige tøjstil, der bestod af sixpence, kravats, bukser med vide ben, og frakker med messingknapper. Tøjstilen var tilsvarende den, som de Manchester-baserede bander, "The Scuttlers", benyttede i samme periode.

## Historie
Det er omtvistet, hvorvidt The Peaky Blinders var en enkelt bande eller en lokal betegnelse i Birmingham for en form for voldelig subkultur. Eric Moonman anfører, at gadebander bestående af unge mennesker i Birmingham blev kaldt "Peaky Blinders" eller "Sloggers". Paul Thompson skriver om banderne, "Disse bander kunne angribe en drukkenbolt og efterlade ham bevidstløs i rendestenen. Hvis de ikke kunne vælte eller slå ham ned, kunne de sparke eller bruge bæltespænderne til at slå ham ned, på samme måde som The Scuttlers i Manchester.…. De kunne bruge knive, syle, gafler eller hvad som helst."
Philip Gooderson, forfatteren til The Gangs of Birmingham, skriver, at The Peaky Blinders gik fra at være betegnelsen for en enkelt bande til at være en generisk betegnelse. En tidligere bande kendt som The Cheapside Sloggers var opstået i 1870'erne og betegnelsen "Sloggers" (engelsk for  "slagsbrødre") var allerede blevet et eponym for gadebander, da Peaky Blinders optod i slutningen af 1800-tallet i de ekstremt fattige slumkvarterer i Birmingham omkring Adderley Street i Bordesley og i Small Heath. Medlemmerne af The Peaky Blinders var kendetegnet ved deres fornemme tøjstil, hvilket adskilte dem fra de øvrige bander. Fremtrædende medlemmer var David Taylor (fængslet for som 13-årig at være bevæbnet med en pistol), "baby-face" Harry Fowles, Ernest Haynes og Stephen McNickle.
Kvinderne knyttet til bandens medlemmer havde også en særlig tøjstil: "overdådig fremvisning af perler, veludviklet pandehår, der dækker det meste af panden dækkende næsten ned til øjnene, og det karakteristiske stærkt farvede silkelommetørklæde dækkende deres hals." Bandens medlemmer var angiveligt ofte voldelige overfor kvinderne i gruppen; en af kvinderne udtalte om forholdene: "Han vil slå dig hver gang du går ud med ham. Og hvis du taler med en anden fyr, vil han sparke dig."

## I populærkulturen
Det britiske tv-selskab BBC har produceret tv-serien Peaky Blinders med den irske skuespiller Cillian Murphy i hovedrollen. Første sæson blev udsendt i oktober 2013 på BBC2. Serien følger en enkelt bande i tiden efter 1. verdenskrig i Birminghams slumkvarter Small Heath. Anden sæson blev sendt i 2014 og tredje sæson havde premiere i maj 2016.

## Eksterne links
- BBC artikel om The Peaky Blinders
- Birmingham's Peaky Blinders - in fact... and fiction artikel i Birmingham Post